# River Phoenix
River Phoenix (Madras, Oregon, 1970. augusztus 23. – Los Angeles, Kalifornia, 1993. október 31.) amerikai színész, zenész. 
Hollywood ígéretes tehetségének tartották, 19 évesen Oscar-díjra jelölték. Meggyőződéses vegán és állatvédő volt. 1993-ban, a Johnny Depp résztulajdonában lévő Viper Room nevű szórakozóhely előtt halt meg kábítószer-túladagolásban.

## Élete és pályafutása
River Phoenix John Bottom és a magyar-orosz származású Arlyn Dunetz gyermekeként született Oregonban, a Children of God elnevezésű kommunában, mely a szabad szexualitást hirdette. Négy fiatalabb testvére született, akik mind szimbolikus nevet kaptak: Rain (eső), Leaf (falevél, később Joaquin Phoenix-re változtatta a nevét), Summer (nyár) és Liberty (szabadság).
A család a gyerekek előadói tehetségéből tartotta fenn magát, már korán reklámfilmekben és televíziós sorozatokban játszottak. River számára az 1986-os Állj mellém! című film jelentette a kiugrást. 1989-ben Harrison Ford oldalán játszott az Indiana Jones és az utolsó kereszteslovag című filmben. Ekkor már a kábítószer rabja volt.  1991-ben az Otthonom, Idaho című filmben Keanu Reeves-szel szerepelt együtt, alakítását a Velencei Filmfesztivál díjával jutalmazták.

## Halála
1993. október 31-én, barátja Johnny Depp mulatójában lett rosszul, miután többféle kábítószert is fogyasztott. Barátai és öccse, Joaquin kivitték a friss levegőre, de ott összeesett, és még a mentő megérkezése előtt öccse karjaiban meghalt.

## Filmográfia

### Film
| Év   | Magyar cím                                | Eredeti cím                          | Szerep                 | Magyar hang      |
| ---- | ----------------------------------------- | ------------------------------------ | ---------------------- | ---------------- |
| 1985 | Űrrandevú                                 | Explorers                            | Wolfgang Müller        | Minárovits Péter |
| 1986 | Állj mellém!                              | Stand by Me                          | Chris Chambers         | Jakus Ádám       |
| 1986 | Állj mellém!                              | Stand by Me                          | Chris Chambers         | Fuchs Dániel     |
| 1986 | Állj mellém!                              | Stand by Me                          | Chris Chambers         | Ducsai Ádám      |
| 1986 | A Moszkitó-part                           | The Mosquito Coast                   | Charlie Fox            | Előd Álmos       |
| 1986 | A Moszkitó-part                           | The Mosquito Coast                   | Charlie Fox            | Baráth István    |
| 1988 | Az ifjú Don Juan                          | A Night in the Life of Jimmy Reardon | Jimmy Reardon          | Markovics Tamás  |
| 1988 | A kis Nikita                              | Little Nikita                        | Jeff Grant             | Hamvas Dániel    |
| 1988 | Üresjárat                                 | Running on Empty                     | Danny Pope             |                  |
| 1989 | Indiana Jones és az utolsó kereszteslovag | Indiana Jones and the Last Crusade   | Indiana Jones fiatalon | Rudolf Péter     |
| 1989 | Indiana Jones és az utolsó kereszteslovag | Indiana Jones and the Last Crusade   | Indiana Jones fiatalon | Markovics Tamás  |
| 1990 | Szeretlek holtodiglan                     | I Love You to Death                  | Devo Nod               | Stohl András     |
| 1991 | Kié a csúnyább?                           | Dogfight                             | Eddie Birdlace         | Moser Károly     |
| 1991 | Otthonom, Idaho                           | My Own Private Idaho                 | Michael "Mikey" Waters | Görög László     |
| 1992 | Komputerkémek                             | Sneakers                             | Carl Arbogast          | Zalán János      |
| 1993 | Amit szerelemnek hívnak                   | The Thing Called Love                | James Wright           | Stohl András     |
| 1993 | Amit szerelemnek hívnak                   | The Thing Called Love                | James Wright           | Papp Dániel      |
| 1994 | Néma nyelv (posztumusz megjelenés)        | Silent Tongue                        | Talbot Roe             |                  |
| 2012 |                                           | Dark Blood (posztumusz megjelenés)   | fiú                    |                  |

### Televízió
| Év        | Cím                                | Szerep                    | Megjegyzések           |
| --------- | ---------------------------------- | ------------------------- | ---------------------- |
| 1982–1983 | Seven Brides for Seven Brothers    | Guthrie McFadden          | 21 epizód              |
| 1984      | Celebrity                          | Jeffie Crawford 11 évesen | minisorozat (2 epizód) |
| 1984      | ABC Afterschool Special            | Brian Ellsworth           | 1 epizód               |
| 1984      | It's Your Move                     | Brian                     | 1 epizód               |
| 1984      | Hotel                              | Kevin                     | 1 epizód               |
| 1985      | Robert Kennedy & His Times         | Robert F. Kennedy Jr.     | minisorozat (1 epizód) |
| 1985      | Családi kötelékek (Family Ties)    | Eugene Forbes             | 1 epizód               |
| 1985      | Surviving: A Family in Crisis      | Philip Brogan             | tévéfilm               |
| 1986      | Circle of Violence: A Family Drama | Chris Benfield            | tévéfilm               |